# Hervormde Kerk (Aartswoud)
De Hervormde Kerk (ook wel Dorpskerk) is een kerk uit 1884 gelegen aan de Schoolstraat 45 in het Noord-Hollandse Aartswoud. 

## Geschiedenis
De kerk werd gebouwd van 1883 tot 1884 en is opgetrokken op de plaats van een laatgotische kerk. Het gebouw is gerealiseerd voor een bedrag van 35.000 gulden. Van de oude kerk is alleen de toren overgebleven. De laat-16e-eeuwse kerktoren bestaat uit drie geledingen. De Duitse bezetters namen de klok tijdens de Tweede Wereldoorlog in beslag. Doordat het schip vast liep bij Urk kon de klok later worden geborgen en teruggeplaatst. De klok is vervaardigd door Henricus Nieman en heeft een gewicht van 1482 kg. Het mechanisch torenuurwerk van de hand van Weule stamt uit ca. 1920.
Zowel de kerk als toren zijn sinds 1972 ingeschreven als rijksmonument in het monumentenregister. De kerk is in 1998 buiten gebruik gesteld en een jaar later overgenomen door de Stichting Kerk Aartswoud. Hierna raakte het gebouw in gebruik als cultureel centrum.

## Interieur
De rijk gesneden herenbank stamt uit 1641 en behoorde blijkens het afgebeelde wapen toe aan de Zeeuwse familie Soete van Laecken. Het orgel werd in 1885 gebouwd door de Duitse orgelbouwer Richard Paul Ibach. Naast de herenbank zijn van de oude kerk ook een aantal lichtkronen overgebleven.

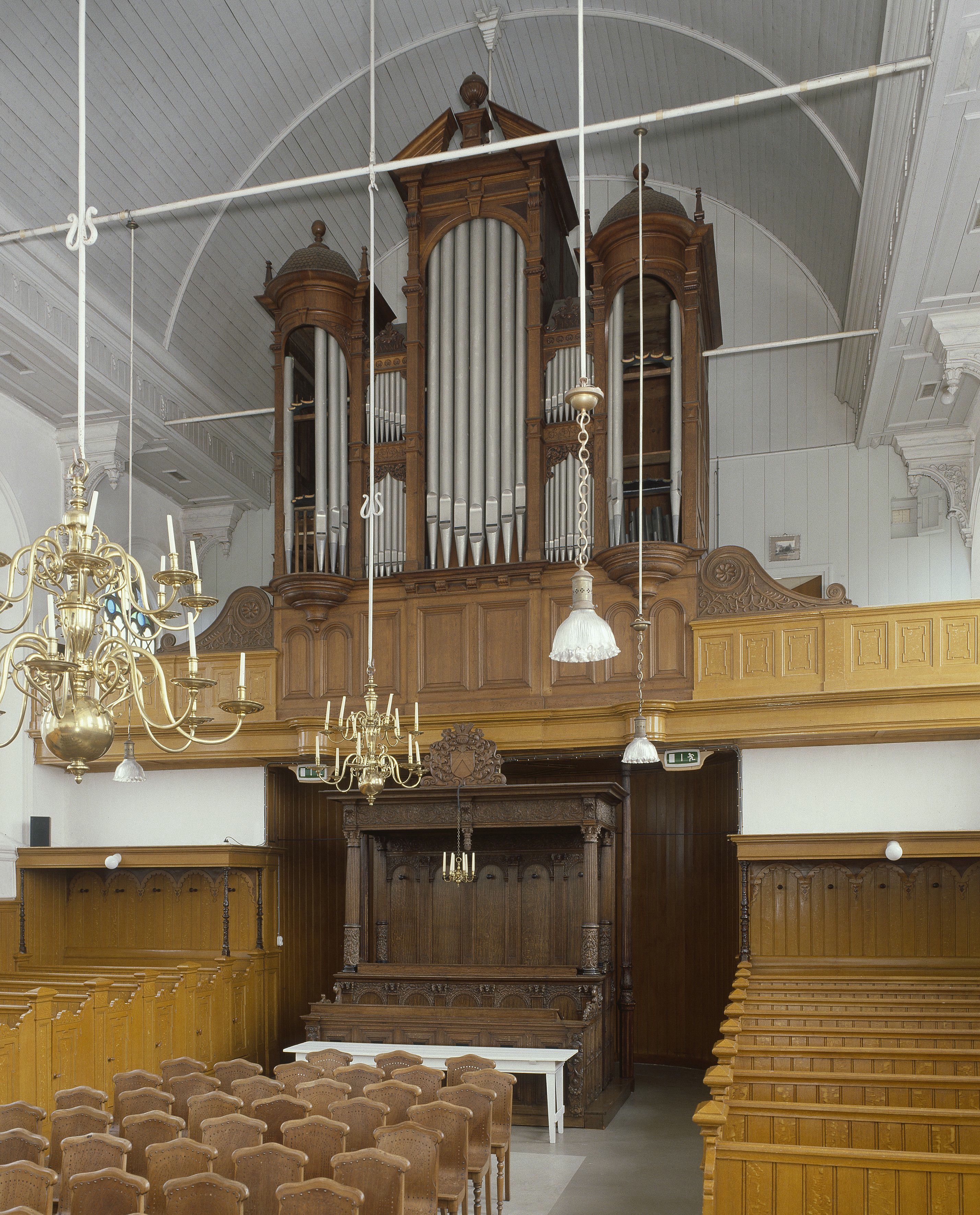
Orgel
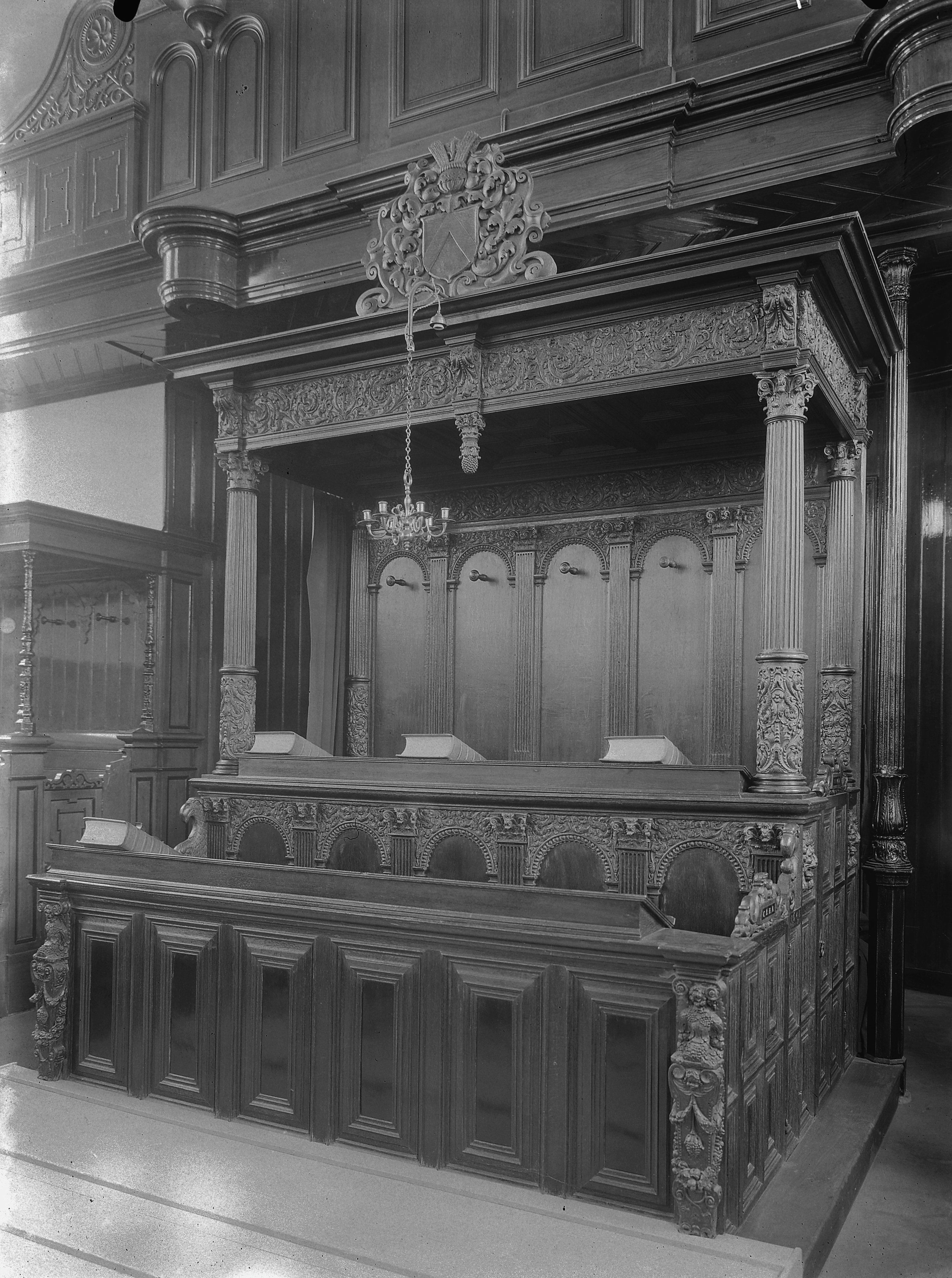
Herenbank

## Trivia
Verhalen gaan dat de vierkante en stompe toren van de kerk ook als vuurtoren fungeerde. Dit vanwege het feit dat de kust bij Aartswoud als zeer gevaarlijk te boek stond. Het ontsteken van de vuurtoren zou ook wel gedaan zijn om schepen expres in moeilijkheden te brengen. Bij een schipbreuk kon de (arme) bevolking van het dorp dan profiteren van de goederen die aanspoelden. Het is niet bekend of en hoe vaak deze werkwijze door de Aartswouders werkelijk is toegepast.